# Фундатура (Бакау)
Фундатура (рум. Fundătura) насеље је у Румунији у округу Бакау у општини Мотошени. Oпштина се налази на надморској висини од 281 m.

## Становништво
Према подацима из 2002. године у насељу је живело 159 становника, од којих су сви румунске националности.